# Cas al·latiu
El cas al·latiu (del llatí allāt-, afferre "portar a") és un tipus de cas locatiu emprat en diverses llengües. El terme al·latiu és generalment utilitzat pel cas latiu en la majoria de llengües, i, de fet, moltes, no fan gaire distinció entre ambdós casos.

## Finès
En finès, el cas al·latiu és el cinquè dels casos locatius, amb el significat de "sobre", "damunt". La terminació corresponent a aquest cas és -lle.
Els altres casos locatius en finès i estonià són:
- Cas inessiu
- cas elatiu
- cas il·latiu
- cas adessiu
- cas ablatiu

## Llengües bàltiques
En lituà i letó aquest cas ha estat utilitzat dialècticament com una innovació des del protoindoeuropeu, però el seu ús és avui en dia pràcticament inexistent. La seva terminació en lituà és -op i en letó -up. En les respectives llengües modernes les restes del cas al·latiu les trobem en determinades expressions com Lit. išėjo Dievop ("anat a Déu", i.e. mort), velniop! ("al diable!"), rudeniop ("cap a la tardor"), vakarop ("cap a la nit"), Let. mājup ("cap a casa")...